# Calcio Catania 1979-1980
Questa voce raccoglie le informazioni riguardanti il Calcio Catania nelle competizioni ufficiali della stagione 1979-1980.

## Stagione
Nella stagione 1979-1980, dopo lo sfortunato epilogo della stagione appena conclusa, il presidente Angelo Massimino riaffida la guida a Gennaro Rambone. Se ne vanno in molti, Claudio Ciceri, Adelchi Malaman, Nicola Fusaro, Gigi Muraro che va a difendere la porta dell'Ascoli in Serie A, Angelo Labellarte e Gian Battista Rappa. I nuovi innesti sono il portiere Roberto Sorrentino, il difensore Renzo Castagnini, i centrocampisti Eliseo Croci e Pasquale Casale, e i due attaccanti Marco Piga e Carlo Borghi. In campionato si parte con il freno a mano tirato, due punti nelle prime quattro giornate, poi la squadra inizia a vincere ma non convince, si cambia il tecnico dopo la vittoria interna con il Montevarchi all'ottava di campionato, al suo posto arriva Lino De Petrillo e gli etnei iniziano il volo che porterà la squadra nella categoria superiore. Il Catania disputa il girone B della Serie C1 e lo vince con 44 punti in classifica, due in più del Foggia, permettendo agli etnei di salire in Serie B.

## Rosa
| N. |                   | Ruolo | Calciatore           |
| -- | ----------------- | ----- | -------------------- |
|    | Italia (bandiera) | P     | Roberto Sorrentino   |
|    | Italia (bandiera) | P     | Antonio Dal Poggetto |
|    | Italia (bandiera) | P     | Roberto Festa        |
|    | Italia (bandiera) | D     | Luigi Tarallo        |
|    | Italia (bandiera) | D     | Giovanni Bertini     |
|    | Italia (bandiera) | D     | Vincenzo Leccese     |
|    | Italia (bandiera) | D     | Antonino Leonardi    |
|    | Italia (bandiera) | D     | Renzo Castagnini     |
|    | Italia (bandiera) | D     | Luigi Chiavaro       |
|    | Italia (bandiera) | D     | Domenico Labrocca    |

| N. |                   | Ruolo | Calciatore           |
| -- | ----------------- | ----- | -------------------- |
|    | Italia (bandiera) | C     | Eliseo Croci         |
|    | Italia (bandiera) | C     | Roberto Calanna      |
|    | Italia (bandiera) | C     | Pasquale Casale      |
|    | Italia (bandiera) | C     | Antonio Mastrangioli |
|    | Italia (bandiera) | C     | Lorenzo Barlassina   |
|    | Italia (bandiera) | C     | Damiano Morra        |
|    | Italia (bandiera) | C     | Paolo Zanoli         |
|    | Italia (bandiera) | A     | Marco Piga           |
|    | Italia (bandiera) | A     | Carlo Borghi         |
|    | Italia (bandiera) | A     | Emilio Frigerio      |

## Risultati

### Campionato

#### Girone di andata
| Arbitro: | Vallesi (Pisa) |

|           |           |                    |
| Morra 16’ | Marcatori | 23’ (aut.) Bertini |

| Arbitro: | Pezzella (Frattamaggiore) |

|              |           |          |
| Simonato 35’ | Marcatori | 14’ Piga |

| Catania 14 ottobre 1979 3ª giornata | Catania        | 0 – 0 | Benevento | Stadio Cibali\| Arbitro: \| Boschi (Parma) \| |
| Arbitro:                            | Boschi (Parma) |       |           |                                               |

| Empoli 21 ottobre 1979 4ª giornata | Empoli       | 0 – 0 | Catania | Stadio Carlo Castellani\| Arbitro: \| Sala (Lecco) \| |
| Arbitro:                           | Sala (Lecco) |       |         |                                                       |

| Arbitro: | Pairetto (Torino) |

|           |           |  |
| Morra 34’ | Marcatori |  |

| Arbitro: | Stillacci (Torino) |

|                                       |           |          |
| Motta 7’, 16’ Alivernini 59’ Nemo 82’ | Marcatori | 43’ Piga |

| Arbitro: | Galbiati (Monza) |

|                |           |  |
| Barlassina 50’ | Marcatori |  |

| Arbitro: | Baldini (Piacenza) |

|                    |           |            |
| Piga 7’ Borghi 83’ | Marcatori | 49’ Pitino |

| Arbitro: | Cherri (Macerata) |

|  |           |          |
|  | Marcatori | 61’ Piga |

| Arbitro: | Sala (Lecco) |

|                             |           |              |
| Barlassina 42’ Chiavaro 77’ | Marcatori | 55’ Petrella |

| Chieti 9 dicembre 1979 11ª giornata | Chieti      | 0 – 0 | Catania | Stadio Guido Angelini\| Arbitro: \| Rufo (Roma) \| |
| Arbitro:                            | Rufo (Roma) |       |         |                                                    |

| Catania 16 dicembre 1979 12ª giornata | Catania          | 0 – 0 | Foggia | Stadio Cibali\| Arbitro: \| Giaffreda (Roma) \| |
| Arbitro:                              | Giaffreda (Roma) |       |        |                                                 |

| Arbitro: | Altobelli (Roma) |

|  |           |                |
|  | Marcatori | 85’ Barlassina |

| Arbitro: | Pairetto (Torino) |

|                    |           |           |
| Toscano 48’ (rig.) | Marcatori | 66’ Morra |

| Arbitro: | Angelelli (Terni) |

|            |           |  |
| Borghi 20’ | Marcatori |  |

| Arbitro: | Polacco (Conegliano) |

|                |           |  |
| De Gennaro 10’ | Marcatori |  |

| Arbitro: | Da Pozzo (Monza) |

|                           |           |  |
| Casale 10’ Barlassina 85’ | Marcatori |  |

#### Girone di ritorno
| Cava dei Tirreni 3 febbraio 1980 18ª giornata | Cavese         | 2 – 0 | Catania | Stadio Comunale\| Arbitro: \| Sarti (Modena) \| |
| Arbitro:                                      | Sarti (Modena) |       |         |                                                 |

| Arbitro: | Lamorgese (Potenza) |

|                                               |           |  |
| Bertini 52’ Barlassina 59’, 77’ Piga 67’, 89’ | Marcatori |  |

| Arbitro: | Cherri (Macerata) |

|                |           |          |
| Landini II 62’ | Marcatori | 25’ Piga |

| Arbitro: | De Marchi (Novara) |

|                    |           |  |
| Morra 65’ Piga 68’ | Marcatori |  |

| Rende 2 marzo 1980 22ª giornata | Rende            | 0 – 0 | Catania | Stadio Marco Lorenzon\| Arbitro: \| Giaffreda (Roma) \| |
| Arbitro:                        | Giaffreda (Roma) |       |         |                                                         |

| Arbitro: | Angelelli (Terni) |

|                           |           |  |
| Chiavaro 40’ Labrocca 51’ | Marcatori |  |

| Livorno 16 marzo 1980 24ª giornata | Livorno     | 0 – 0 | Catania | Stadio Ardenza\| Arbitro: \| Rufo (Roma) \| |
| Arbitro:                           | Rufo (Roma) |       |         |                                             |

| Arbitro: | Sala (Lecco) |

|               |           |  |
| Napolitano 7’ | Marcatori |  |

| Arbitro: | Tubertini (Bologna) |

|                     |           |             |
| Borghi 12’ Piga 39’ | Marcatori | 81’ Bitetto |

| Nocera Inferiore 13 aprile 1980 27ª giornata | Nocerina         | 0 – 0 | Catania | Stadio San Francesco\| Arbitro: \| Altobelli (Roma) \| |
| Arbitro:                                     | Altobelli (Roma) |       |         |                                                        |

| Arbitro: | Polacco (Conegliano) |

|                          |           |                           |
| Borghi 19’, 66’ Piga 35’ | Marcatori | 47’ Lombardi 87’ Luterani |

| Arbitro: | Pairetto (Torino) |

|                            |           |  |
| Petruzzelli 8’ Tivelli 52’ | Marcatori |  |

| Arbitro: | Tubertini (Bologna) |

|                      |           |          |
| Borghi 1’ Casale 80’ | Marcatori | 5’ Baldi |

| Arbitro: | Lamorgese (Potenza) |

|                    |           |  |
| Cornaro 15’ (aut.) | Marcatori |  |

| Arbitro: | Rufo (Roma) |

|  |           |                 |
|  | Marcatori | 60’ (rig.) Piga |

| Arbitro: | Leni (Perugia) |

|                           |           |                               |
| Piga 20’ (rig.) Morra 52’ | Marcatori | 35’ (rig.) 50’ (rig.) Messina |

| Arbitro: | Baldini (Piacenza) |

|          |           |  |
| Izzo 45’ | Marcatori |  |